# Daikaijū Baran
Daikaijū Baran (jap. 大怪獣バラン) – japoński film typu kaijū z 1958 roku w reżyserii Ishirō Hondy.

## Fabuła
W regionie Tōhoku podczas poszukiwania rzadkiego motyla dwóch entomologów zostaje zabitych w niewyjaśnionych okolicznościach. Mieszkańcy wioski Iwaya usytuowanej nad rzeką Kitakami stwierdzają, że zabił ich bóg gór Baradagi. Siostra jednego z zabitych – Yuriko Shinjō pracująca dla firmy „Rozwiązane tajemnice XX wieku” zamierza sprawdzić, co stało się w Tōhoku. Do niej i jej fotografa Horiguchiego dołącza asystent prof. Sugimoto – Kenji Uozaki
Wkrótce ekipa dociera do Iwaya, w której jest odprawiany rytuał do Baradagiego. Rozgniewany kapłan oznajmia, że przybysze zakłócili spokój boga gór, który zabił entomologów. Po chwili rozlega się przeraźliwy ryk, co powoduje ucieczkę psa należącego do Kena, chłopca z wioski. Ten biegnie za swoim psem, narażając swe życie. Reszta mieszkańców nie biegnie za nim, jako że wedle słów kapłana taka sytuacja rozgniewałaby Baradagiego. Kenji sprzeciwia się kapłanowi i mówi mieszkańcom, że ich wiara w Baradagiego to jedynie przesądy i nie są warte narażenia życia dziecka. Wieśniacy, z wyjątkiem kapłana, decydują się dołączyć do ratowania chłopca. Ken zostaje odnaleziony ze swym psem przez Yuriko. Wkrótce z jeziora wyłania się gigantyczny jaszczur. Monstrum atakuje wioskę, zabijając kapłana broniącego chramu i po tym wraca do swego legowiska. Jaszczur został rozpoznany przez Kenjiego jako Varan wymarły 185 milionów lat temu.
Raport o bestii dociera do władz. Prof. Sugimoto wysuwa hipotezę, że Baradagi to varanopod z ery mezozoicznej. Wojsko wkrótce gromadzi się nad rzeką Kitakami, w której mieszka Varan. Po ewakuacji tubylców wojsko wypuszcza toksyny do rzeki, aby zmusić potwora do wyjścia. Gdy wychodzi na ląd, zostaje potraktowany artylerią, jednak nie robi mu ona krzywdy. W wyniku zamieszania na Yuriko spada drzewo, znajdując się na drodze Varana. Horiguchi dostrzega brak Yuriko w obozie i Kenji od razu szuka przyjaciółki. W końcu ratuje ją i oboje ukrywają się w jaskini. Varan chce ich stamtąd wygrzebać, jednak jego uwaga zostaje odwrócona świetlnymi bombami. Wspina się na pobliskie wzgórze i ujawnia patagia między kończynami, dzięki czemu może szybować w powietrzu.
Następnego dnia Varan kontynuuje swój pochód u wybrzeży Tokio, wciąż mając przewagę nad wojskiem. Japońskie Siły Samoobrony po przemyśleniu decydują wcielić swój nowy plan przy lotnisku Haneda. Polega na użyciu nowego rodzaju materiałów wybuchowych autorstwa dr Fujimury, które mają 20 razy większą siłę rażenia i wrzuceniu ich do środka Varana. Tokio zostaje ewakuowane, a wojsko czeka na Varana.
Nocą Varan wynurza się z wody, gotowy do dalszych ataków. Zostaje natychmiast ostrzelany przez otaczające siły wojska, ale to nie powstrzymuje go. Kenji, ponownie biorąc sprawy w swoje ręce, jedzie ciężarówką wypełnioną materiałem wybuchowym Fujimury na pas startowy lotniska Haneda. Varan goni pojazd, ale Kenji opuszcza go i odbiega od niego na bezpieczną odległość. Ciężarówka zostaje zdalnie zdetonowana, powalając potwora. Radość jest jednak przedwczesna, ponieważ bestia podnosi się i rozpoczyna atak, stając na tylnych nogach. Bomby wypełnione materiałem wybuchowym Fujimury zostają rzucone na żer Varanowi. Po ich połknięciu pierwsza z nich wybucha, zmuszając go do powrotu do morza. Kiedy znajduje się pod wodą, wybucha druga bomba, zabijając Varana na dobre.

## Obsada
| Aktor                       | Wersja japońska          | Wersja amerykańska            |
| --------------------------- | ------------------------ | ----------------------------- |
| Myron Healey                | Brak w tej wersji        | kmdr James Bradley            |
| Tsuruko Kobayashi           | Brak w tej wersji        | Anna Bradley                  |
| Clifford Kawada             | Brak w tej wersji        | kpt Kishi                     |
| Kōzō Nomura                 | Kenji Uozaki             | Paul Isoh                     |
| Ayumi Sonoda                | Yuriko Shinjō            | Shidori Isoh                  |
| Fumindo Matsuo              | Motohiko Horiguchi       | towarzysz Paula               |
| Hiroshi Hisasume            | Brak w tej wersji        | szer. Seki                    |
| Koreya Senda                | prof. Sugimoto           | obserwatorzy                  |
| Fuyuki Murakami             | dr Majima                | obserwatorzy                  |
| Akio Kusama                 | płk Kusama               | żołnierze                     |
| Yoshio Tsuchiya             | kmdr ppor. Katsumoto     | żołnierze                     |
| Akihiko Hirata              | dr Fujimora              | obserwator na wieży lotniczej |
| Minosuke Yamada             | Sekretarz Obrony         | Sekretarz Obrony              |
| Akira Sera                  | kapłan                   | czciciel                      |
| Derick Shimatsu             | Brak w tej wersji        | Matsu                         |
| Takashi Itō                 | Ken                      | Matsu                         |
| Ayako Honma                 | matka Kena               | krzycząca kobieta             |
| Hisaya Itō                  | Ichirō Shinjō            | przedstawiciele rządu         |
| Nadao Kirino                | Yutaka Wada              | przedstawiciele rządu         |
| Yoneo Iguchi                | Brak w tej wersji        | operator radiowy              |
| Yoshifumi Tajima            | dowódcy okrętów minowych | dowódcy okrętów minowych      |
| Haruo Nakajima              | dowódcy okrętów minowych | dowódcy okrętów minowych      |
| Varan / Górski Bóg Baradagi | Obaki                    |                               |
| Varan / Górski Bóg Baradagi | Obaki                    | Katsumi Tezuka                |

## Produkcja

### Preprodukcja
| „Rodan właśnie przybył do Stanów Zjednoczonych oraz nadeszła z [Ameryki] prośba o kolejny film do Tōhō. [Producent Tomoyuki Tanaka] podszedł do mnie z prośbą o wymyślenie czegoś, cokolwiek.”– Ken Kuronuma |

Zachęcone międzynarodowymi sukcesami Godzilli i Rodana – ptak śmierci Tōhō zdecydowało się na produkcję kolejnego monster movie, przeznaczony wyłącznie do zagranicznego eksportu. Ponadto, w odpowiedzi na rosnącą popularność telewizji, miał zostać wyprodukowany dla tego medium. Zleceniodawcą projektu była amerykańska AB-PT Pictures Corporation, dywizja stworzona przez ABC i Paramount Theatres w celu kręcenia niskobudżetowych filmów gatunkowych do kin i późniejszej dystrybucji telewizyjnej. Film miał być emitowany w trzech częściach, każda po trzydzieści minut z wyciemnieniem na przerwy reklamowe. Decyzja o przeznaczeniu telewizyjnym była dość odważna, ponieważ filmy telewizyjne były wciąż rzadkością w Stanach Zjednoczonych i prawie niespotykane w Japonii. Tōhō nawiązało współpracę z AB-PT Pictures Corporation, z którą przy okazji współpracowało przy produkcji The Volcano Monsters będącego amerykańską przeróbką Godzilla kontratakuje. Do filmu została przydzielona ekipa pracująca przy Rodanie – ptaku śmierci.

### Scenariusz
Za scenariusz odpowiadali Ken Kuronuma, znany ze scenariusza do Rodana – ptak śmierci oraz debiutujący w gatunku Shinichi Sekizawa. Ukończono dwa scenariusze, szkic przygotowawczy i szkic końcowy, oba zatytułowane Tōyō no Kaibutsu Daikaijū Baran (jap. 東洋の怪物 大怪獣バラン; pol. Orientalny potwór: Wielki Potwór Balan) i podzielone na cztery akty. W pierwszym przypadku początkowa scena z rakietą jest nieobecna, a śmierć Shinjō i Wady trafia bezpośrednio do profesora Sugimoto w jego laboratorium. Nazwa „Baradagi” również nie była obecna aż do ostatecznego szkicu, a mieszkańcy Iwaya po prostu odnosili się do Varana jako boga gór. Co więcej, zamiast atakować Varana bombami głębinowymi w Zatoce Tokijskiej, przygotowawczy projekt zakładał, że Japońskie Siły Samoobrony zrzuci miny morskie na potwora za pomocą batyskafu na sugestię Kenjiego. W kulminacyjnym punkcie fabuły, flara użyta do zabicia Varana, została przetransportowana balonem, a nie helikopterem”. Mieszkańcy Iwaya wzorowani byli na ówczesnych stereotypach nt. burakumin i Ajnów, co w późniejszych latach spotkało się z kontrowersjami. Także pierwotna transliteracja imienia potwora brzmiała „Balan”, co można było uświadczyć w notatkach Akiry Ifukube.

### Preprodukcja
Produkcja rozpoczęła w sierpniu 1958 roku. Główne zdjęcia trwały 28 dni, znacznie krócej niż większość filmów Toho w tamtym czasie. Jako że Daikaijū Baran był przeznaczony bezpośrednio na rynek telewizyjny, został nakręcony na czarno-białej taśmie w formacie 4:3. W trakcie produkcji AB-PT Pictures Corporation zbankrutowała i wycofała się z produkcji. Tōhō, mając większą część nakręconego materiału, zdecydowało skierować film jednak do japońskich kin. Stworzono nowy scenariusz, dokręcono resztę filmu na czarno-białej taśmie, a Akirze Ifukube zlecono przerobić muzykę. Proporcje obrazu zostały przerobione, by pasowały do formatu panoramicznego oraz nowych nagrań i dotąd jest to jedyny film Tōhō nakręcony w formacie 2.35:1, w Japonii reklamowany jako TohoPanScope.

### Muzyka
| „Muzyka Ifukube, ze względu na swój wrodzony prymitywizm, często przywodzi na myśl obrazy starożytnych ludów, takie jak japoński Jōmon, dziko tańczący wokół ogniska.”– Reiko Yamada |

Akira Ifukube został wybrany do stworzenia muzyki.  Pieśń mieszkańców Iwaya była dała możliwość Ifukube rozwinięcia swej fascynacji Ajnami i starożytnymi ludami. Aby nadać ich muzycznej modlitwie dodatkowy element tajemnicy, Ifukube napisał dla nich teksty w zmodyfikowanej wersji niektórych archaicznych tekstów w języku palijskim, których użył w swoim balecie Shaka poświęconym Buddzie, pięć lat wcześniej. Sesje nagraniowe odbyły się 27 i 29 sierpnia.
W wyniku zmiany orientacji filmu na rynek kinowy Ifukube został zmuszony dokonać modyfikacji w ukończonej partytury, usuwając brzmienia zaznaczające zakończenie i rozpoczęcie aktów. Pozwoliło to również Ifukube na poprawki, który prawdopodobnie nie był zadowolony z pierwszej wersji. Wykorzystał swój poprzedni rękopis tytułu jako szkicownik do nowych pomysłów. Po napisaniu nowych fragmentów bezpośrednio na starych stronach tytułu głównego, kompozytor wplótł je w swoją nową muzykę do tytułu głównego, którą napisał na nowych kartkach sztabowych. Nowa partytura łącząca przerobiony materiał z pierwszej partytury została nagrana 4 października 1958 roku.

### Efekty specjalne

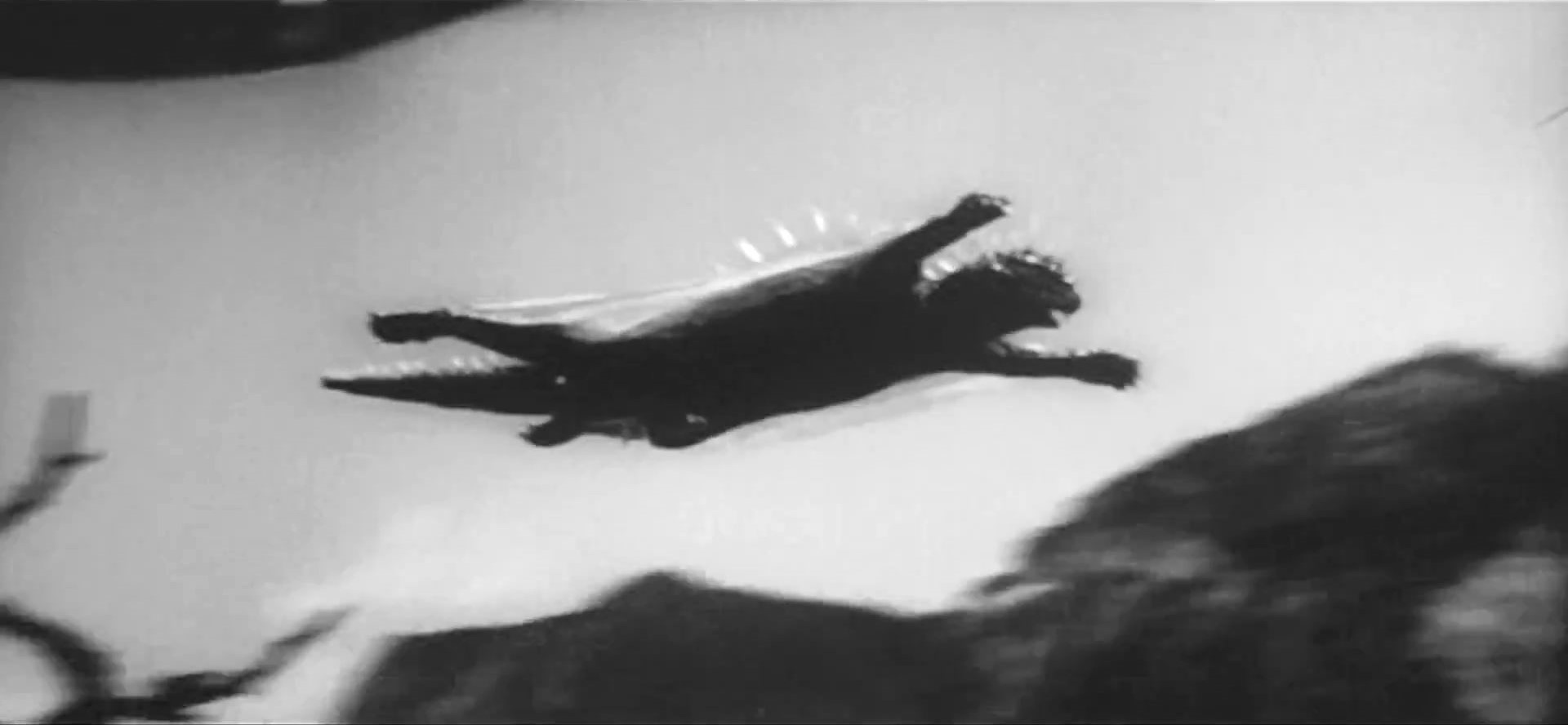
Varan podczas lotu

Reżyser efektów specjalnych, Eiji Tsuburaya, wymyślił Varana jako hybrydę Godzilli i kappy, a projektant Akira Watanabe dodał błony lotne polatuchy. Głowa Varana została wymodelowana przez Teizō Toshimitsu, ciało przez braci Kanju i Yasuei Yagi, a skóra, grzbiet i pazury przez Keizō Murase. Aby kolce Varana wyglądały na przezroczyste, Murase wyciął je z gumowego węża i przykrył taśmą winylową. Oczy miały wbudowane światła, dzięki którym mogły świecić, podczas gdy łuski na jego plecach zostały wykonane z tłoczonych skorup orzechowych. Nieliczne kolorowe zdjęcia kostiumu pokazują, że był on brązowy, a sam Murase opisał jego kolor jako „czekoladową sepię”. W rolę potwora wcielili się Haruo Nakajima grający sceny lądowe i Katsumi Tezuka grający sceny wodne.
Oprócz kostiumu stworzono miniaturowy model do przedstawienia Varana szybującego w powietrzu i ręcznie sterowaną marionetkę w celu połykania flary. Model został potem wykorzystany w filmie Zniszczyć wszystkie potwory.
Mając świadomość, że film miał budżet telewizyjny, reżyser efektów specjalnych Eiji Tsuburaya wykorzystał fragmenty z Godzilli i Godzilla kontratakuje; w jednym ujęciu pojawia się ogon Godzilli „grający” ogon Varana. Głos Varana powstał z przerobionego głosu Godzilli. Głosem tym potem ryczały: Baragon, Gorozaur, Megalon i część potworów z Ultramana. Podczas jednej ze scen Nakajimie w wyniku wypadku jeden z ładunków wybuchowych wybuchł i poważnie poparzył go w okolicach brzucha. Z kolei skrzynka zasilania oświetlenia wpadła do wody podczas kręcenia scen wodny, w konsekwencji czego Tezuka doznał porażenia prądem.

## Wersja amerykańska
Prawa do dystrybucji filmu na terenie Stanów Zjednoczonych otrzymała mała, niezależna wytwórnia filmowa Crown International Pictures i wypuściła go pod tytułem Varan the Unbelievable o ograniczonej liczbie pokazów. Wersja amerykańska była tak drastycznie przerobiona, że nie przypominała japońskiego pierwowzoru.

### Fabuła
Na wyspie Kunishiroshima prowadzona jest operacja Shizuka, eksperyment chemiczny polegający na odsalaniu jezior. Za operację odpowiada przydzielony przez japoński rząd amerykański naukowiec wojskowy, kmdr James Bradley mieszkający na stałe w Japonii. Bradley zapisuje w swym pamiętniku prowadzonym przez jego japońską żonę, Annę. Wkrótce ma być ewakuacja kolejnej wioski, w pobliżu której będą prowadzone testy. Anna wyraża troskę przesiedleniem tubylców, jednak Bradley uspokaja ją, że jest koniecznie z powodu możliwych komplikacji dotykających ryb, a także rząd się zajmie tubylcami.
Do domku Bradleyów przybywa Matsu, małoletni brat Anny, zatrudniony przez Bradleya przy drobnych czynnościach domowych. Nocą w pobliskiej wiosce Koshutu odprawiane są modły do lokalnego bożka. Śpiewy dochodzą do Bradleya, który podejrzewa, że to próba przepędzenia i zaniechania operacji Shizuka. Nie robi to na nim wrażenia, uważając to za zaściankowe przesądy. Jednocześnie tajemnicza osoba w masce atakuje Bradleya, a potem ucieka.
10 października kapitan Kishi odpowiadający za ewakuację Koshutu wielokrotnie spotyka się z oporem mieszkańców. Kishi spotyka się z Bradleyem, by omówić problem. Bradley nie chce mu mówić o incydencie z zamaskowaną postacią. Kishi obawia się, że coraz większy opór mieszkańców skłoni rząd do mocniejszej interwencji wojskowej. Gdy Bradley zaleca szerszy raport o tubylcach, zaś Kishi mówi mu o kulcie Obakiego będącego tutejszym określeniem na prehistorycznego gada. Wedle wierzeń, jeśli efekty operacji Shizuki okażą się szkodliwe, to Obaki się zbudzi i zniszczy świat.
Japońskie gazety relacjonują przebieg operacji i skupiają się na doniesieniach o Obakim. Wkrótce pobliskie jednostki wojskowe docierają na miejsce, by wymusić na mieszkańcach Koshutu przesiedlenie, co spotyka się z dezaprobatą Bradleya uważającego, że tubylcy w gruncie rzeczy są nieszkodliwi. Wojsko przywiozło także Paula Isoh i jego żonę Shidori, reporterów renomowanych serwisów informacyjnych i naukowych periodyków. Paul jest przyjacielem Bradleya zaznajomionym z jego pracami. Raport Paula dociera do Bradleyów. Anna pyta czy jest możliwe znalezienia innego jeziora, co Bradley kontruje tym, że tamto przeznaczone do operacji Shizuka zostało potwierdzone jako idealny zbiornik wodny. Anna mówi też, że od Shidorich dowiedziała się o złej prasie Jamesa wśród japońskiej opinii publicznej.

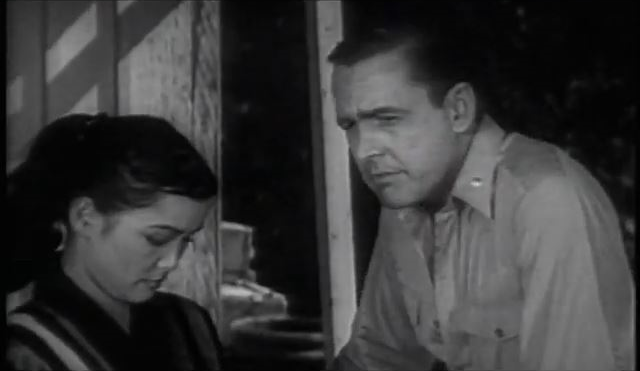
Myron Headley i Tsuruko Kobayashi w zamerykanizowanej wersji Daikaijū Baran

Bradley decyduje się o rezygnacji ewakuacji mieszkańców wioski. Następnego dnia odbywa się operacja Shizuka. Po analizie próbek wody okazuje się, że coś blokuje naturalny proces osiadania w jeziorze, zakłócając tym samym eksperyment. Nocą pojawia się gigantyczny potwór zabijający pełniącego wartę szeregowca. Chcąc zbadać przyczynę jego śmierci i niewyjaśnione zniszczenia, Kishi organizuje patrole na dużą skalę. Gdy Bradley planuje wysłać Annę do Tokio, by była tam bezpieczna, z jeziora wyłania gigantyczny potwór.
Bradleyowie i Kishi uciekają jeepem, gdy potwór robi spustoszenia wśród wiosek, zaś wojskowa broń nie robi mu krzywdy. Anna czuje wyrzuty sumienia z powodu wpłynięcia na męża odnośnie do ewakuacji cywilów. Niedługo potwór nazywany już Obakim dociera do kanionu, gdzie znajdują się Bradleyowie i Kishi. Decydują się na ukrycie się w jaskini, do której dobiera się Obaki. Wojsko odwraca jego uwagę świetlnymi bombami i ten kieruje się na pobliskie wzgórze.
Kishi otrzymuje informację, że Obaki kieruje się w stronę Onedy. Obaki kontynuuje swój morski pochód, wciąż mając przewagę nad wojskiem. Bradley planuje wykorzystać swe badania do planu unicestwienia potwora i chce je przekazać rządowi. Oneda zostaje ewakuowana, a wojsko czeka na Obakiego. Kishiemu udaje się nawiązać kontakt radiowy z siłami wojskowymi, a materiałowe zastosowane w operacji Shizuka są przekazane Paulowi, którego Bradley uważa za najbardziej kompetentnego w tych sprawach. Paul jedzie ciężarówką wypełnioną materiałami prosto pod Obakiego, a następnie opuszcza pojazd i odbiega od niego na bezpieczną odległość. Ciężarówka zostaje zdalnie zdetonowana, raniąc potwora i zmuszając go do powrotu do morza. Kiedy znajduje się pod wodą, znika. Bradley otrzymuje radiowe podziękowania za powstrzymanie Obakiego. Trzy dni później operacja Shizuka jest zakończona sukcesem, co pozwala Bradleyom na opuszczenie Kunishiroshimy. Obaki zostaje uznany za martwego, jednak tubylcy wciąż wierzą, że bestia żyje w jeziorze. Podobnego zdania jest Bradley, twierdząc że ziemskie wody są niezbadane.

### Produkcja
Stworzono nowe sceny z amerykańskimi aktorami i w roli głównej wystąpił aktor telewizyjny Myron Healey. Bohaterzy oryginalnej wersji zostali zdegradowani i zmieniono im funkcję. Kenji i Yuriko zostali przemianowani na Paula i Shidori Isoh. Zaś region Tōhoku i Tokio zamieniono na fikcyjne wyspę Kunishiroshima i Onedę. Varan w tym filmie nazywany jest Obaki (od słowa obake), a sceny jego lotu zostały wycięte. Jednocześnie w przeciwieństwie do poprzednich zamerykanizowanych filmów kaijū oryginalne materiały filmowe nie zostały zdubbingowane i pozostawiono je w języku japońskim. Muzyka Ifukube została niemal w całości zastąpiona muzyką z The Amazing Colossal Man oraz zmieniono głos Varanowi.
Ishirō Honda nie wiedział o istnieniu tej wersji aż do lat 80. i wyraził zdziwienie tym, że film został wydany poza granicami Japonii.

## Odbiór

### Premiera
Daikaijū Baran miał premierę 14 października 1958 roku w podwójnym pokazie z Furankī no boku wa san-ninmae. Z kolei amerykańska wersja pt. Varan the Unbelievable miała premierę 7 grudnia 1962 roku w podwójnym pokazie z Milczącą gwiazdą. Film w Japonii został potem pokazany w telewizji jako dwuczęściowy o długości 54 minut.

### Wyniki finansowe i recenzje
Film okazał się klapą finansową i artystyczną zarówno w Japonii, jak i Stanach Zjednoczonych. Tokyo Weekly uważał, że film nie oferował „nic nowego”, podczas gdy Variety nazwało go „oklepaną, mało inspirującą kopią, nadającą się do użytku jedynie jako pomocniczy dodatek”.
Film nie cieszy się estymą wśród fanów kaiju i uznaje się go za jeden z najsłabszych z gatunków. Anthony Romero i Patrick Galvan z serwisu Toho Kingdom krytykowali słabe postacie ludzkie i nieangażującą fabułę o zmarnowanym potencjale, a film ratuje muzyka i dobre jak na budżet telewizyjny efekty specjalne. Bill Warren w swojej książce  Keep Watching the Skies! American Science Fiction Movies of the Fifties, Volume II: 1958–1962 napisał: „Nawet wśród Amerykanów lubiących japońskie filmy o potworach Varan the Unbelievable ma niewielką wagę”. Jeszcze gorszą opinią cieszy się wersja amerykańska filmu ze względu na całkowitą zmianę fabuły, fatalne aktorstwo, postać Bradleya, jak i podświadomą amerykańską propagandę.
Jednocześnie muzyka Akiry Ifukube jest chwalona i uznana za największą zaletę filmu, jak i jedno z najlepszych dzieł kompozytora.

### Kontrowersje
Z powodu ukazania mieszkańców Iwaya jako burakumin spotkało się z negatywnym odbiorem wśród Ajnów. Film ten jak Jū Jin Yuki Otoko stał się obiektem ostrej krytyki grup działających na rzecz burakumin i nieomal anulowano wydanie filmu na VHS w 1987 roku. Osiągnięto kompromis, gdy  Tōhō usunęło sceny uznane za obraźliwe i pierwsze wydania wideo miały skrócony czas trwania. Późniejsze wydania filmu na rynek domowy były nieocenzurowane.

## Odniesienie w kulturze popularnej
- Varan pojawił się gościnnie w OVA Prefectural Earth Defense Force z 1986 roku[26]
- W amerykańskim filmie Pacific Rim: Rebelia (2018) Varan jest wymieniony w bazie danych PPDC[27]
- Kilka robotycznych dinozaurów z  odcinka Mobile Suit SD Gundam Mark IV pt. Yume no Maron-sha: Uchū no Tabi ma głos Varana[28]
- Varan pojawia się w odcinku Urusei Yatsura pt. Taikutsu Shindorōmu! Tomobiki Chō wa Izu ko he!? jako jeden z potworów z sennego wymiaru nawiedzającego rzeczywistość[29]
- W serialu anime Godzilla: Singular Point druga forma Godzilli – Godzilla Amphibia wygląda i brzmi jak Varan[30]